# Етрепији (Сена и Марна)
Етрепији (фр. Étrépilly) је насељено место у Француској у региону Париски регион, у департману Сена и Марна.
По подацима из 2011. године у општини је живело 848 становника, а густина насељености је износила 64,34 становника/km².

## Демографија
| 1962. | 1968. | 1975. | 1982. | 1990. | 2011. |
| ----- | ----- | ----- | ----- | ----- | ----- |
| 391   | 391   | 481   | 508   | 612   | 848   |